# Albert Aßmann
Albert Aßmann (* 6. Januar 1879 in Stolzenfeld, Kreis Friedland, Ostpreußen; † 15. Januar 1932 in Bottrop) war ein deutscher Politiker (KPD).
Aßmann war Bergmann. Er war Mitglied der VKPD und der KPD. Ab 1924 bis zu seinem Tode war er Stadtverordneter in Bottrop. Von 1921 bis 1929 gehörte er für den Wahlkreis Recklinghausen-Land dem Provinziallandtag der Provinz Westfalen an. Dieser wählte ihn am 25. April 1922 als stellvertretendes Mitglied des Preußischen Staatsrates. Er blieb bis 1926 in dieser Funktion. Daneben war er Beisitzer am Berggewerbegericht.